# Punai Merindu
Punai Merindu is een bestuurslaag in het regentschap Kerinci van de provincie Jambi, Indonesië. Punai Merindu telt 1535 inwoners (volkstelling 2010).